# Glamorgan Wanderers RFC
Il Glamorgan Wanderers Rugby Football Club è un club di rugby a 15 gallese di Ely, quartiere di Cardiff. Attualmente partecipa alla Welsh Premier Division.

## Storia
I Glamorgan Wanderers hanno iniziato la loro vita col nome di Old Monktonians, squadra formata nel 1893 dagli ex scolari del Monkton House School. Nel 1913 il team cambiò il suo nome in Glamorgan Wanderers. La squadra cambiò sette differenti campi da gioco nei primi anni di vita finché non fu in grado di comprare il proprio stadio attuale nel 1951, stadio che fu chiamato Memorial Ground in onore degli ex giocatori che avevano perso la loro vita nella seconda guerra mondiale.
Il più famoso presidente dei Glamorgan Wanderers è stato, fino alla sua morte nel 2007, l'ex segretario della Welsh Rugby Union Tasker Watkins.